# Megachile octosignata
Megachile octosignata är en biart som beskrevs av Nylander 1852. Megachile octosignata ingår i släktet tapetserarbin, och familjen buksamlarbin. Inga underarter finns listade i Catalogue of Life.